# 小行星8534
小行星8534（8534 Knutsson）是一颗围绕太阳公转的小行星。1993年3月17日，克拉斯-英格瓦·拉格爾科維斯特在拉西拉天文台发现了此天体。
这颗小行星的绝对星等为13.24970272434042等。